# Higashi-Mikuni (métro d'Osaka)
Higashi-Mikuni (東三国駅, Higashimikuni-eki) est une station du métro d'Osaka sur la ligne Midōsuji dans l'arrondissement de Yodogawa à Osaka.

## Situation sur le réseau
La station Higashi-Mikuni est située au point kilométrique (PK) 2,0 de la ligne Midōsuji.

## Histoire
La station a été inaugurée le 24 février 1970. Sa construction est liée à l'organisation de l'Exposition universelle de 1970.

## Services aux voyageurs

### Accès et accueil
La station, établie en extérieur, est ouverte tous les jours.

### Desserte
- Ligne Midōsuji :
  - voie 1 : direction Nakamozu

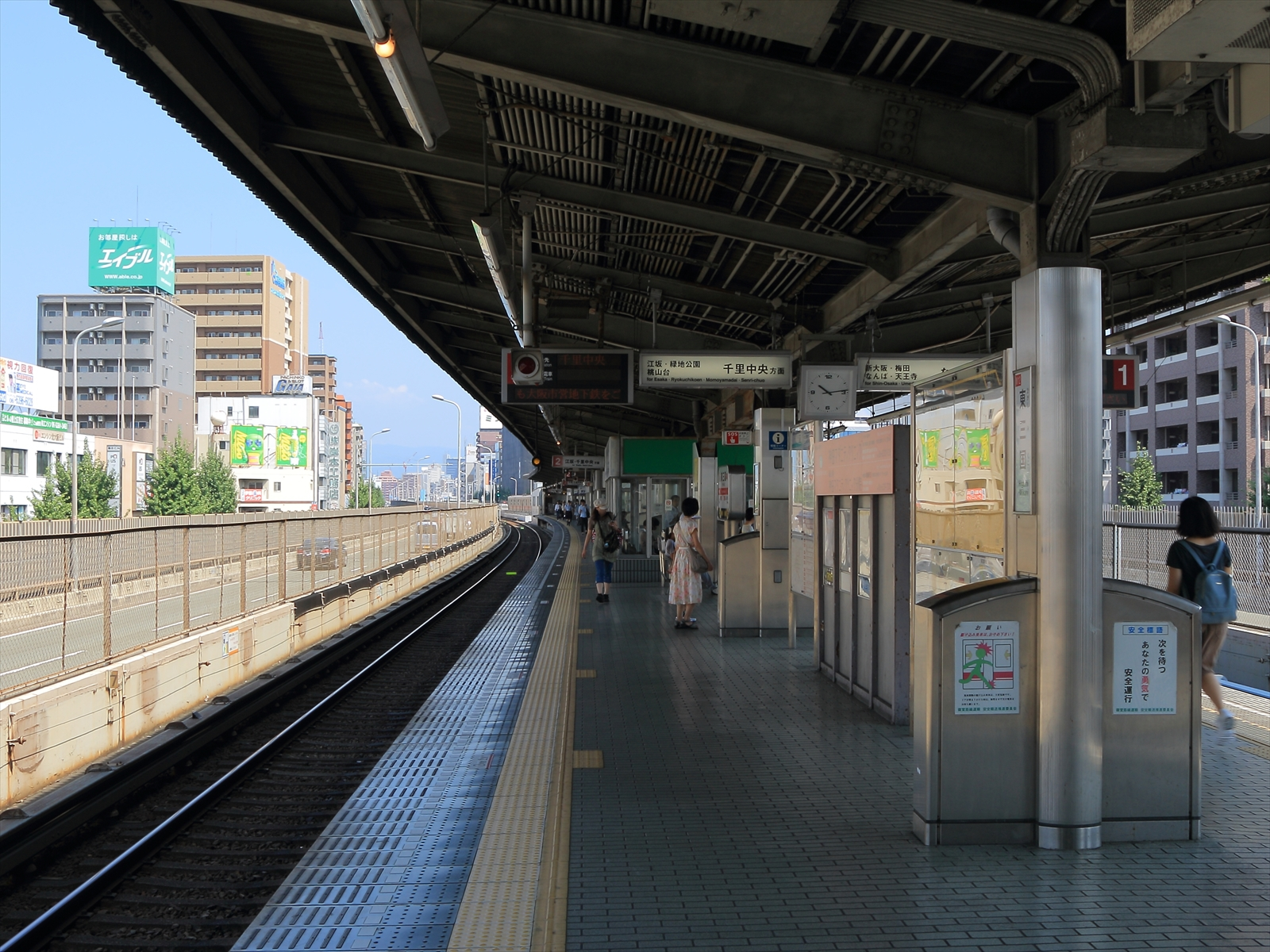
Vue du quai de la station

  - voie 2 : direction Esaka (interconnexion avec la ligne Kitakyu Namboku pour Minoh-kayano)

## Environs
- Gare de Higashi-Yodogawa